# トンプソン・サブマシンガン
トンプソン・サブマシンガン（Thompson submachine gun）は、アメリカ合衆国で開発された短機関銃である。トムソン銃、シカゴ・タイプライターといった通称を持つことで知られるが、本項ではトミーガンに統一して表記する。「サブマシンガン」という言葉を初めて用いた製品としても知られる。
トミーガンは、禁酒法時代のアメリカ合衆国内において警察とギャングの双方に用いられたことで有名になった。1919年から累計170万丁以上が生産され、今日でも民生用モデルの製造が続けられている。頑丈な構造を持ち、耐久性と信頼性に優れ、5kg近い重量のおかげでフルオート射撃を制御しやすい特性から、世界各国で広く用いられた。

## 構造
トミーガンは上下2つのレシーバ（機関部）によって構成されており、銃身は上部レシーバ先端にネジで固定され、弾倉が接触する部分はドラム型弾倉を装着するため大きく切り欠かれた形状となっているほか、内部はフライス加工によって大きくえぐられ、この空洞内をボルトが前後する。
弾倉は上部まで露出しているため、野戦では泥などが付着しやすいが、逆に拭い去る事も簡単な構造となっている。箱型弾倉を装填する際には下側から、ドラム型弾倉を装填する際には横からスライドさせて装着し、どちらもレール溝によって支持されている。M1/M1A1（後述）では横溝が省略されてドラム型弾倉が使用できないが、上部レシーバの切り欠きはそのままなので、後から横溝を刻むだけで使用できるようになる。ドラム型弾倉については、ボルトが前進した状態だとボルトの前半部分と干渉して装填できない。そこで装填に先立ってボルトを後退させ、装填中の誤射を防ぐためにセーフティー（安全装置）を安全位置にしておく必要がある。最終弾を発射すると後退したボルトがシア（逆鉤）によって固定される。
下部レシーバは複雑な形状ながら、機能的には上部レシーバの下部を塞ぎ、トリガーメカを保持するだけの単純な構造である。上下のレシーバはレール溝によって嵌合し、分解する際に上部レシーバ後端にあるストッパを押し込んで下部レシーバを引き抜く形で分離できる。
セミ/フルオートを切り替えるセレクターと、セーフティーは別々のレバー状部品として存在しているが、弾倉を固定しているマガジン・キャッチを含めて、位置は全てグリップ上部左側面にあるため、右利きの射手であれば、グリップから手を離さず全て右手親指で操作する事が可能である。セーフティーはボルトが後退し、シア（逆鉤）が上昇してボルトを保持した状態でのみ、安全位置に切り替えられる。
トミーガンを特徴付けているのは、主要部品の多くが角を丸めた直角で構成されている点で、円形を基本に構成される事が多かった欧州の製品とは一線を画したデザインとなっている。これはトミーガンは鋼鉄ブロックからの切削加工で製造され、切削作業の大部分が平フライス加工だけで行えるよう考慮したためである。この結果、大規模な専用生産施設を持たなくても、外注工場の利用が容易で効率よく製作できるメリットがあった。一般的に「トミーガンは生産性が悪かった」と認識されているが、トミーガンの省力化が図られた1940年代にはM1/M1A1のように、単純な板金曲げ加工とスポット溶接に、バレル・カラーなどの切削部品を組み合わせるだけで、同様の外見構造を強度を落とさず低コストで実現できたため、切削加工を前提とした当時の基準ではことさらに生産性の悪い構造だったとは言えない。しかし第二次世界大戦中には全軍への普及を図るべく、MP40やステン短機関銃などに代表される、より一層と生産性が高い短機関銃が要求され、その結果としてプレス加工主体のM3グリースガンの開発が行われた。
また、携行性をあまり重視しない長く重い銃ではあったが、正しく構えて保持すればその重さが発砲の反動を相殺し、良好な命中精度を発揮した。

## 歴史

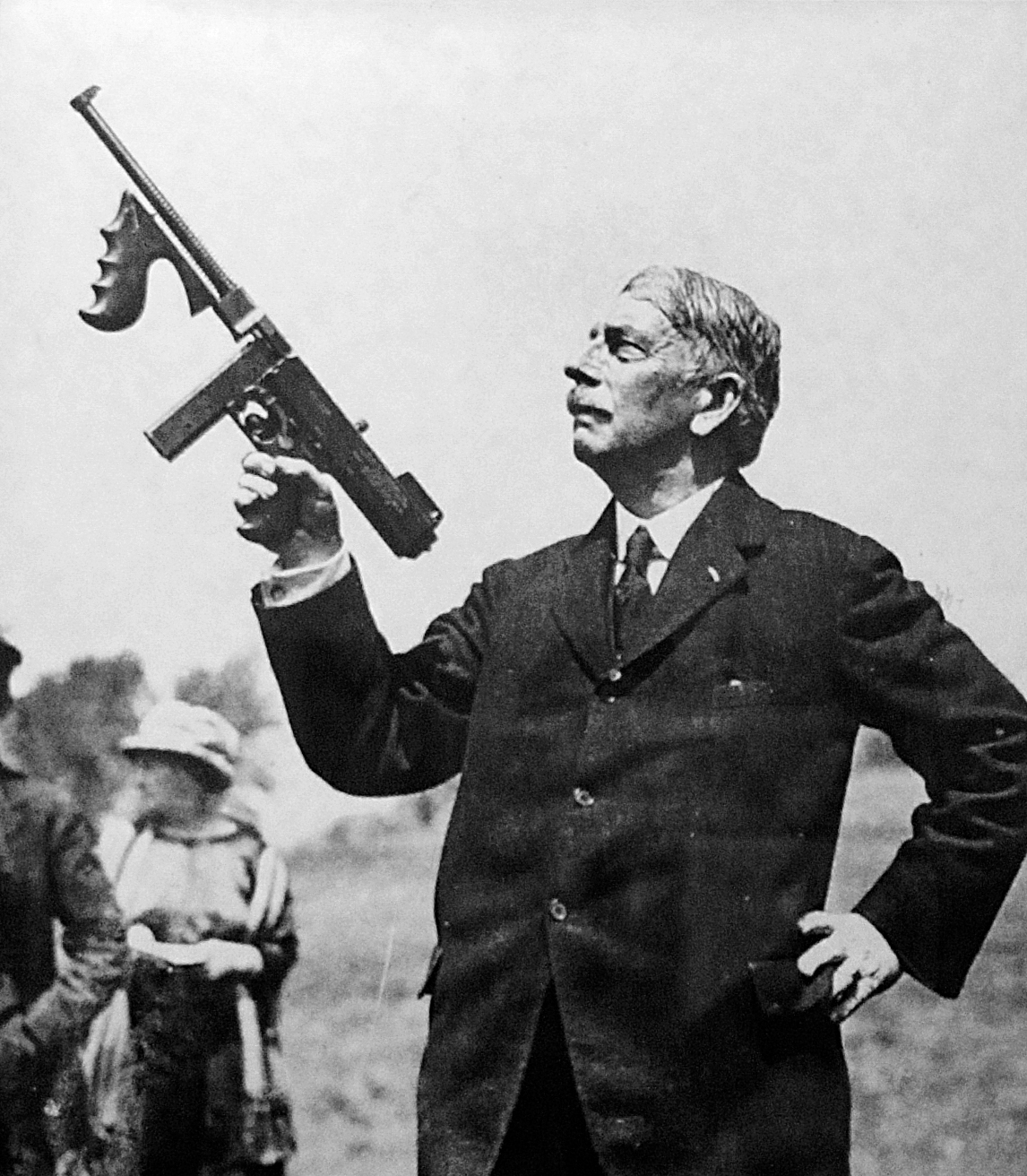
M1921を手にする設計者ジョン・トンプソン

トミーガンの設計は、元陸軍武器省大佐ジョン・T・トンプソンが提唱した「塹壕箒」（trench broom）、すなわち「1人で持ち運べる機関銃」（a one-man, hand held machine gun.）というアイデアに基づいている。

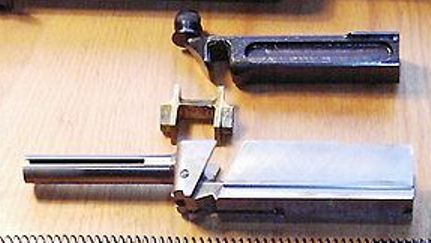
ブリッシュ・ロック方式を採用したM1928A1のボルト。H字型の部品が真鍮製ロッキング・ピース。ボルトは鋼鉄製で、高圧下における異金属同士に強い静止摩擦力が働くという仮説に基づき、これによってボルトの後退を遅延できるとされた。

自動火器の設計にあたって、トンプソンがとりわけ重視したのは閉鎖機構と給弾機構の2点である。作動方式については、当時多くの中・重機関銃で反動利用方式が採用されていたものの、可動部品を多数含み、重量がかさんだ上、故障も起きやすかった。ガス圧利用方式にも同様の欠点が指摘された。ブローバック方式は構造上閉鎖機構が不要で、部品点数も比較的少なく、軽量でもあった。しかし、比較的低威力な拳銃弾を発射することを想定した機構であることから、小銃弾の使用には適さなかった。適切な閉鎖機構を模索した末、トンプソンはジョン・ベル・ブリッシュ元海軍中佐が特許を取得していたブリッシュ・ロックなる機構に注目した。これは高圧下の異種金属間に特に大きな摩擦が生じるという仮説（ブリッシュの原理）に基づいており、ブローバック方式に組み込むことができる閉鎖機構であった。
1915年、トンプソンはブリッシュに接触し、創業する予定だった銃器メーカーの株式と引き換えにブリッシュ・ロックを自らの設計に取り入れられるように手配した。1916年、タバコ産業で名を挙げた著名な実業家トーマス・フォーチュン・ライアンからの財政的な支援を取り付け、オート・オードナンスが創業された。当時の従業員は、武器省時代の元部下で主任技師のセオドア・H・エイコフ（Theodore H. Eickhoff）とジョージ・E・ゴル（George E. Goll）の2人だけだった。ゴルは元火夫で、失業中のところをトンプソンの運転手として雇われていたのだが、その知性と機械工としての適正を見込まれ、エイコフの助手に選ばれたのである。後にトミーガンとして知られる銃の基本的な設計は主にこの2人が手掛け、また後に入社したオスカー・ペイン技師（Oscar Payne）は、自動塗油システムや大容量ドラム弾倉など、トミーガンを特徴づけた多くの革新的な機構の設計に携わることとなる。
創業の時点で、オート・オードナンス社は社屋や作業場無しで設計だけを行うファブレス企業であり、実際の作業は別の企業に委託しなければならなかった。トンプソンは武器省時代の契約を通じて知り合った友人でもある実業家、ウスター・リード・ワーナーとアンブローズ・スワジーに接触した。2人ともトンプソンのプロジェクトに好意的で、彼らが経営するワーナー&スワジー社からの作業員および技術者の派遣、さらには工場敷地内に試験場を設けることも認めた。
当初設計されていたのは小銃弾を用いる自動小銃だった（トンプソン自動小銃）。しかし、1917年夏までに行われた試験では、ブリッシュ・ロックの動作不良や破損、摩耗、塗油不足による給弾不良といった問題が多数指摘され、同年9月までの検討を経て、ブリッシュ・ロックを用いて確実に発射可能な軍用弾は拳銃用の.45ACP弾のみであると結論付けられた。エイコフからこの報告を受けたトンプソンは、「よろしい。ライフルを一旦脇に置いて、小さな機関銃を作ろうじゃないか。1人で持ち運べる機関銃だ。つまり、塹壕箒だ！」（Very well. We shall put aside the rifle for now and instead build a little machine gun. A one-man, hand held machine gun. A trench broom!）と述べたという。
「塹壕箒」は、第一次世界大戦下のヨーロッパで戦われていた塹壕戦の様相を踏まえたものだった。当時の機関銃は大型かつ重量級の装備であり、軽機関銃（自動小銃）といえども兵士が一人で操作できる存在ではなく、機械的な信頼性も低かった。そして機関銃は突撃する兵士に随伴して後方から援護射撃を加える事すら難しかった。しかし、塹壕戦の打開に必要とされていたのは、機関銃で強固に防衛された敵塹壕に対する肉薄および突破であり、これに用いる銃器には兵士が携帯できるサイズ・重量であることやフルオート射撃能力が求められたのである。

### 試作銃
1917年9月、小銃から「塹壕箒」へと方針を改めた後の最初の試作銃が作られた。1丁のみ作られたこの銃は、ベルト給弾機構を採用しており、パースエーダー（Persuader, 「説得者」、「言うことを聞かせるもの」の意）と称された。試験では2、3発の射撃ごとに弾詰まりが起こるなどの不良が相次ぎ、いくつもの原因が指摘されたが、最も大きな欠陥はベルト給弾機構の設計にあった。「塹壕箒」のアイデアの元、銃の重量は可能な限り軽量であることが求められ、各部品の軽量化が図られた結果、発射速度は極めて高くなり、この点がベルト給弾の不良に繋がっていた。最終的にはベルト給弾方式の断念、およびほとんどの部分の再設計を余儀なくされた。
1918年の夏までに、主要な設計上の問題を解決した試作銃、アナイアレーター I（Annihilator I, 「絶滅者」、「敵を打ち負かすもの」の意）が作られた。発射速度は1,500発/分と依然として極めて高く、最初の試作銃は改造したM1911拳銃用の7連発弾倉を使用していた。次に作られた2丁は、50連発ドラム弾倉（後に100連発ドラム弾倉、20連発箱型弾倉も設計された）が取り付けられるようになったほか、銃身には放熱フィンが設けられ、着脱可能なフォアグリップも追加された。ただし、最後まで銃床は設けられなかった。その後も順次改良と試作が繰り返され、1918年末までに24丁のアナイアレーターが製造されていた。これらはヨーロッパへ出荷するべくニューヨークに送られたものの、ニューヨークに到着した11月11日にはちょうど休戦協定が結ばれて世界大戦が終結していた。

### M1919
1919年、第一次世界大戦の終結を受け、トンプソンはアナイアレーターを非軍事用の銃器として再設計するように指示した。この際、オート・オードナンス社では新たな製品名の検討が行われた。トンプソン自身は、大きくかさばる従来の機関銃（Machine gun）とは異なる、新たな銃器であることを強調する名称を求めていた。オートガン（Autogun）やマシンピストル（Machine Pistol）などが候補として挙げられる中、最終的にはサブマシンガン（Submachine gun）が選ばれ、製品名はトンプソン・サブマシンガン（Thompson submachine gun）とされた。サブマシンガンという言葉はこの際に造語されたもので、トンプソン・サブマシンガンはこの言葉を用いた最初の製品である。この言葉は後に「拳銃弾を使用するフルオート火器」の総称として世界的に使用されるようになった。また、宣伝上の理由から「サブマシンガン」という馴染みのない新しい用語よりも大衆の興味を引く名前も必要とされたため、トミーガン（Tommy Gun）という愛称が考案された。トミーガンという語は米特許商標庁にて商標として登録され、いくつかの銃への刻印にも使われた。製造は精密機器メーカーのワーナー&スワジー社が担当した。民生用のスポーツ銃として再設計されたこともあり、軍や警察からの注文はごく僅かであった。M1919は.45ACP弾、.22LR弾、.32ACP弾、.38ACP弾、9x19mmパラベラム弾など各種の弾薬用に製造され、照星や銃床を持たないなど、デモンストレーション用/テスト用としての色彩が強い製品だった。トミーガンの特徴となった垂直フォアグリップは銃身下部に装着され、安定したフルオート射撃が可能だったが、発射速度は1,000発/分程度と高速だった。1920年初頭、政府によるトミーガンのテストが決定する。1920年4月27日にスプリングフィールド造兵廠にて実施された予備性能試験においては、2,000発の射撃中に動作不良は1度のみという好成績を残した。この数ヶ月後には海兵隊のクワンティコ海兵隊基地で試験が行われ、同様に好成績を残している。

### M1921

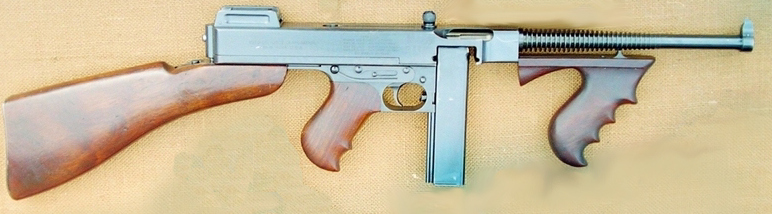
M1921

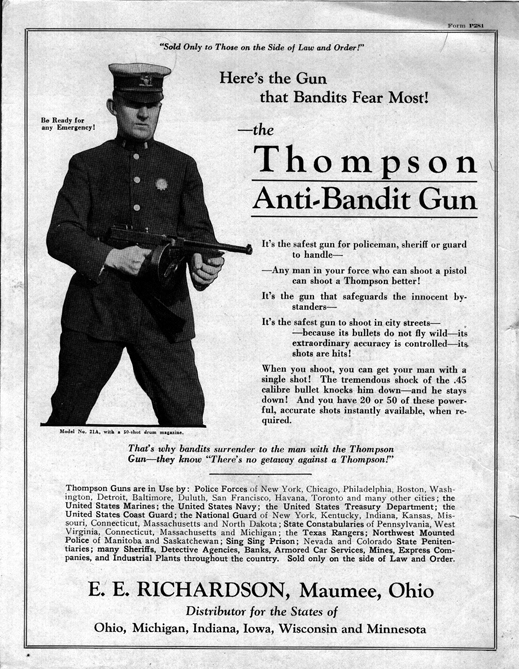
「強盗が一番恐れる銃」と記された1920年代の広告

M1921はトミーガンとして最初に量産が行われたモデルである。銃身覆い（バレルジャケット）が廃止された点がM1919と比較した時の外見上の特徴で、以後のモデルはほとんどM1921のデザインを継承している。
富裕層向けの高級玩具としての色彩が強い製品であり、木部は美しく仕上げられ、各部品は高精度な切削加工で製造されていた。弾倉は20発/30発箱形弾倉のほかに50発用ドラム弾倉が用意され、連射レートは800発/分程度まで落とされていた。
1926年にはカッツ・コンペンセイター（Cutts Compensator）と呼ばれるマズルブレーキの一種が発明され、フルオート射撃時のコントロールはより安定した。リチャード・W・カッツ（Richard W. Cutts）が考案し、オート・オードナンス社に提案した。射撃時にガスの一部を上方へと逃がすことで、銃口の跳ね上がりを抑制できるとされ、これに感銘を受けた開発者トンプソンは、1927年にカッツとロイヤリティ契約を結んでいる。区別のため、以後はコンペンセイター付きのモデルにはAC、無しのモデルにはAという文字が製品名の末尾に加えられた。別売りのオプションとしての価格は25ドルだった。
1921年当時の販売価格は20発箱型弾倉付きで$225（現在の価格に換算して$2,600程度）であり、製造はコルト社が担当し、15,000挺ほどが生産された。オート・オードナンス社が想定したよりも売れ行きは緩やかで、この時コルト社が製造したトミーガンの在庫は第二次世界大戦直前まで残されていた。ベルギーとイギリスでは軍用銃としてテストが行われたが、採用には至らなかった。陸軍および海兵隊ではM1921の性能試験が行われ、良好な結果を残していたものの、第一次世界大戦後の軍縮の中で制式採用は見送られることとなる。売れ行きは緩やかなものであったが、商業的には成功を収めた。
なお、最初にM1921の大口顧客となったのは、米国のアイルランド系移民の独立運動支持者達と考えられており、製造番号が1,000番未満の初期生産品が英領アイルランドで発見されている。これらのM1921はIrish Swordと呼ばれ、後のアイルランド内戦では主に反条約派によって使用された。アイルランドのトミーガンはやがて象徴的な銃の1つとなり、反英闘争歌『Off To Dublin In The Green』の歌詞でも言及された。
制式採用ではなかったものの、海兵隊では数百丁のM1921を購入してニカラグア方面での作戦に投入したほか、郵便強盗対策に従事する海兵隊員によっても使用された。海軍でも揚子江における哨戒任務などに従事する船舶の船員用火器として購入している。
米国郵便公社の郵便監察局でも武装職員向けの装備として購入している。アメリカにおいて、郵便監察局はトミーガンを本格的に導入した最初の法執行機関である。トミーガンがギャングなどの間で普及して「犯罪者の武器」と認識され始めたのもこの時期である。連邦捜査局（FBI）や各地方の治安当局でも、こうした犯罪者に対抗するべくトミーガンの配備を進めた。
当時のM1921は民間人（この中にはトミーガンを有名にしたマフィア達も含まれていた）を主な購入者としており、1934年に規制されるまで購入に何らの制約も無く通信販売でも購入できたため、バナナ戦争における交戦相手のサンディーノ軍（ニカラグア）も、海兵隊と同様にM1921を装備していた。

### M1923
トンプソンが想定していた小型機関銃のコンセプトは、小銃弾を使用するものであり、M1921に使用された.45ACP弾（480J）のパワーと、有効射程が50ヤードしかなかったM1921の射程は、軍用として力不足なものだった。しかし、ブリッシュ・ロック方式の閉鎖機構は、その主要部品に真鍮製のロッキング・ピースを用いており、強烈な腔圧を発生させる当時のフルサイズ小銃弾には不向きな事が判明していたため、.45ACP弾の薬莢長を3mm延長して威力を増大した.45レミントン・トンプソン弾（.45 Remington-Thompson）（1,590J）が新規に開発され、これを用いるM1923が試作された。
.45レミントン・トンプソン弾は.45ACP弾の3倍ものエネルギーを持ち、後に開発された.44マグナム弾に近いパワーを有し、至近距離で杉板15枚、300ヤードで8枚を貫通したとされる。.45レミントン・トンプソン弾はテストの結果.45ACP弾よりも精度が悪い事が判明し、市販されずに終わった。
M1923はM1921より約10cm銃身が延長され、軍用に適した水平フォアグリップが装着されていたほか、強くなった反動を制御するために連射速度は400発/分程度まで遅延されていた（参考画像）。
銃剣用に着剣装置が付けられたタイプや、二脚を付けた軽機関銃タイプも試作されて米軍向けのプレゼンが行われたが、既にBARが採用されていた事もあり、採用には至らなかった。そのスタイルは後の軍用モデルであるM1928A1やM1/M1A1へ継承された。

### M1927
M1921は当時数少ないフルオート火器だったため、慣れない射手が引き鉄を引き続けて銃口が跳ね上がり、制御不能となって意図せぬ方向を撃ってしまう事故が発生する事があった。このためM1921からフルオート射撃の機能を削除し、セミオート・カービンとした製品が要望され、M1927が製造された。
M1927はM1921を改造して製造されたため、M1921の刻印である"Thompson Submachine Gun"を一部削り取り、"Thompson Semi-Automatic Carbine"と改めて打刻し直されている。
M1927はM1921とほとんど同じ製品であるため、簡単にフルオート射撃の機能を復活させる事ができたが、1934年の連邦法改正によるフルオート火器の所持規制以降も民間人が無許可で購入できるトミーガンとして製造され続けた。ただし、1982年以降、オープンボルト撃発火器は、フルオートへの改造を前提とした火器と見なされるようになったため、現在では所持制限の対象となっている。
また、トミーガン用の100連ドラム弾倉はM1927と同時に販売されるようになった。

### M1928/M1928A1

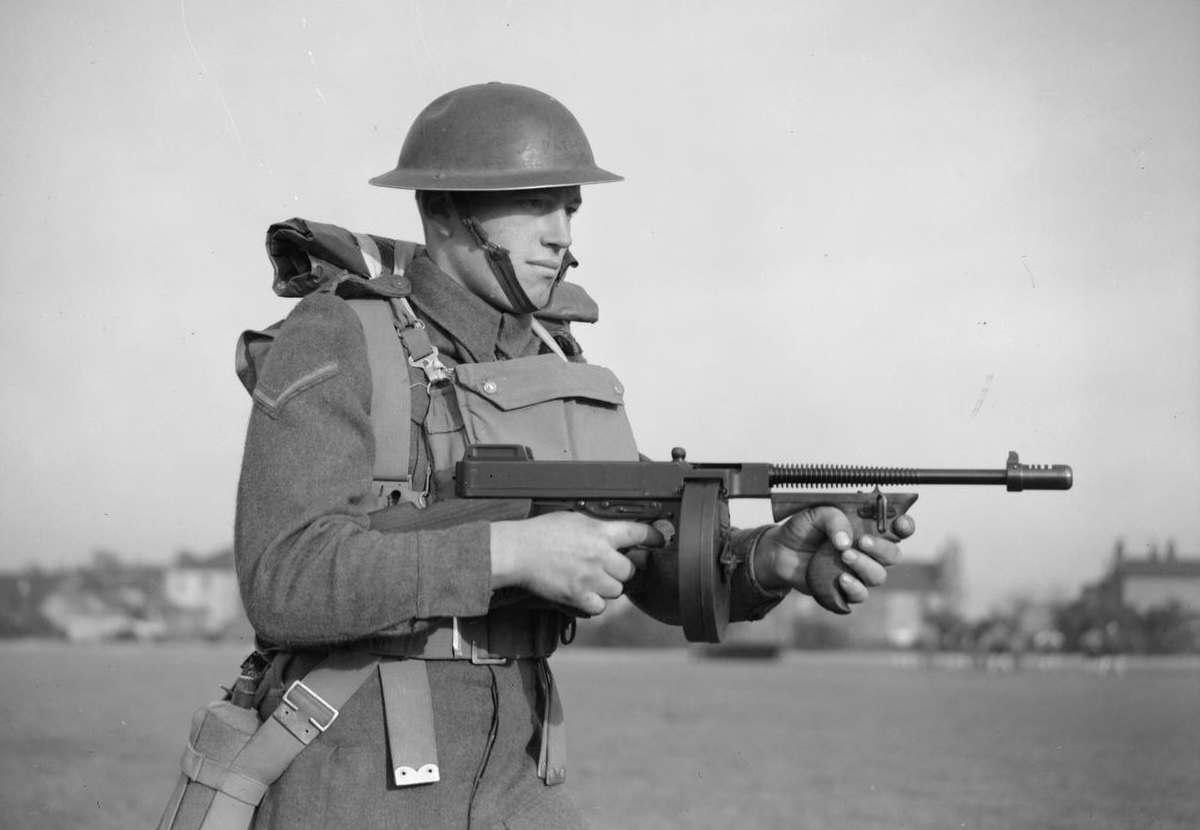
トンプソンM1928を持つイギリス兵（1940年）

1928年、アメリカ海軍ではトミーガンの採用を計画するにあたり、M1921に何点かの改良を加えるように求めた。これに従い、発射速度を600発/分以下まで抑え、水平フォアグリップとカッツ・コンペンセイターを標準的に取り付けたモデルが設計された。このモデルが海軍M1928（U.S. Navy, Model of 1928）として採用された。オート・オードナンス社では、合計して500丁（うち340丁は以前販売したM1921）のトミーガンを海軍および海兵隊に納入した。M1928はかつてコルト社が製造したM1921を改修する形で製造された。「M1921」の刻印の末尾の「1」は上から「8」と打ち直されており、発射速度が落とされ、水平フォアグリップとカッツ・コンペンセイターが取り付けられている点を除けば、市販されていた製品と同等のものだった。オート・オードナンス社のカタログには、ネイビー・モデル（Navy Model）の商品名で掲載されていた。
一方、陸軍では依然としてトミーガンに強い関心を示していなかった。1920年代後半のアメリカ陸軍において、トミーガンは騎兵科の偵察車両や戦車の乗員向けに限定調達されているに過ぎなかった。当時、陸軍では騎兵・歩兵共用銃としての新型自動小銃（後のM1ガーランド）の開発が進められており、それを待たずにトミーガンを採用する必要性を認めていなかったのである。
第二次世界大戦の勃発後、M1928はフランス軍・イギリス軍・スウェーデン軍に採用された。フランス軍は3,750挺のM1928と3,000万発の弾薬を発注した。イギリス軍ではコマンド部隊などがこれを使用した。
M1928の納入価格は1939年頃で$209（現在の価格で$3,100程度・希少品となった現在では$20,000前後で取り引きされている）だったとされ、オート・オードナンス社の経営状態は好転した。
M1ガーランドの採用後、陸軍騎兵科ではM1ガーランドよりも軽量かつ高火力で車両乗員向け装備に相応しいとしてトミーガンの再評価が成された。1938年9月、陸軍ではトミーガンの調達区分を限定調達から標準調達へ切り替え、M1928A1（Submachine Gun, Caliber .45, Model of 1928A1）の制式名称を与えた。M1928A1向けには20発/50発弾倉のみが支給され、オプションとして市販されていた100発弾倉は重くかさばるとして採用が見送られた。1939年6月、陸軍はオート・オードナンス社とトミーガン950丁の調達契約を結んだ。この頃にはM1921としてコルト社が製造したトミーガンが枯渇し、サベージ・アームズ社による新規ライセンス生産が始まった。また、アメリカ政府への供給に加えて諸外国での需要も増加しつつあった為、オート・オードナンス社はいくつかの自社工場を設置している。陸軍および海兵隊は新型自動小銃M1カービンが短機関銃を置き換えることを想定して調達数を調整していたが、真珠湾攻撃を受け第二次世界大戦への参戦が決定するとM1928A1の需要は一層と膨らみ、調達数は増加していった。実戦の中でその有用性が証明されたこともあり、M1カービンが短機関銃を完全に更新することはなかった。
M1928A1はアメリカ軍が採用したほか、レンドリース法の元で連合各国へ広く供給された。総計562,511挺が生産され、量産効果により1942年春には$70（現在の価格で$880程度）まで調達コストは下がった。
1940年、サベージ・アームズにて軽量化と生産効率の向上を目的とするアルミニウム製レシーバーの実験が行われた。この際に試作されたアルミ・トミーガンでは木製部品もイーストマン・ケミカルが製造したテナイト（Tenite, セルロース系熱可塑性樹脂）製に改められていた。しかし、アルミ製レシーバの強度不足を解決することができず、最終的にプロジェクトは放棄された。
その後、M1の採用を受け、1942年4月25日からM1928A1は「準制式装備」（Limited Standard）と位置づけられた。調達自体は同年秋に終了し、正式な退役手続きは1944年3月16日に行われた。
ヨーロッパ戦線では採用直後からM1への更新が進んだ一方、太平洋戦線では近接戦闘や支援能力に優れるとしてドラム型弾倉を取り付けたM1928がその後も並行して使われた。

### M1/M1A1

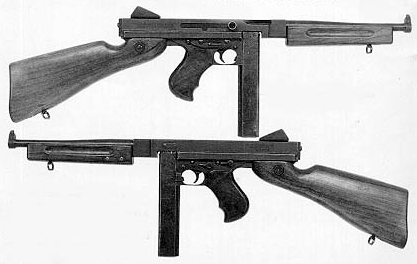
M1A1

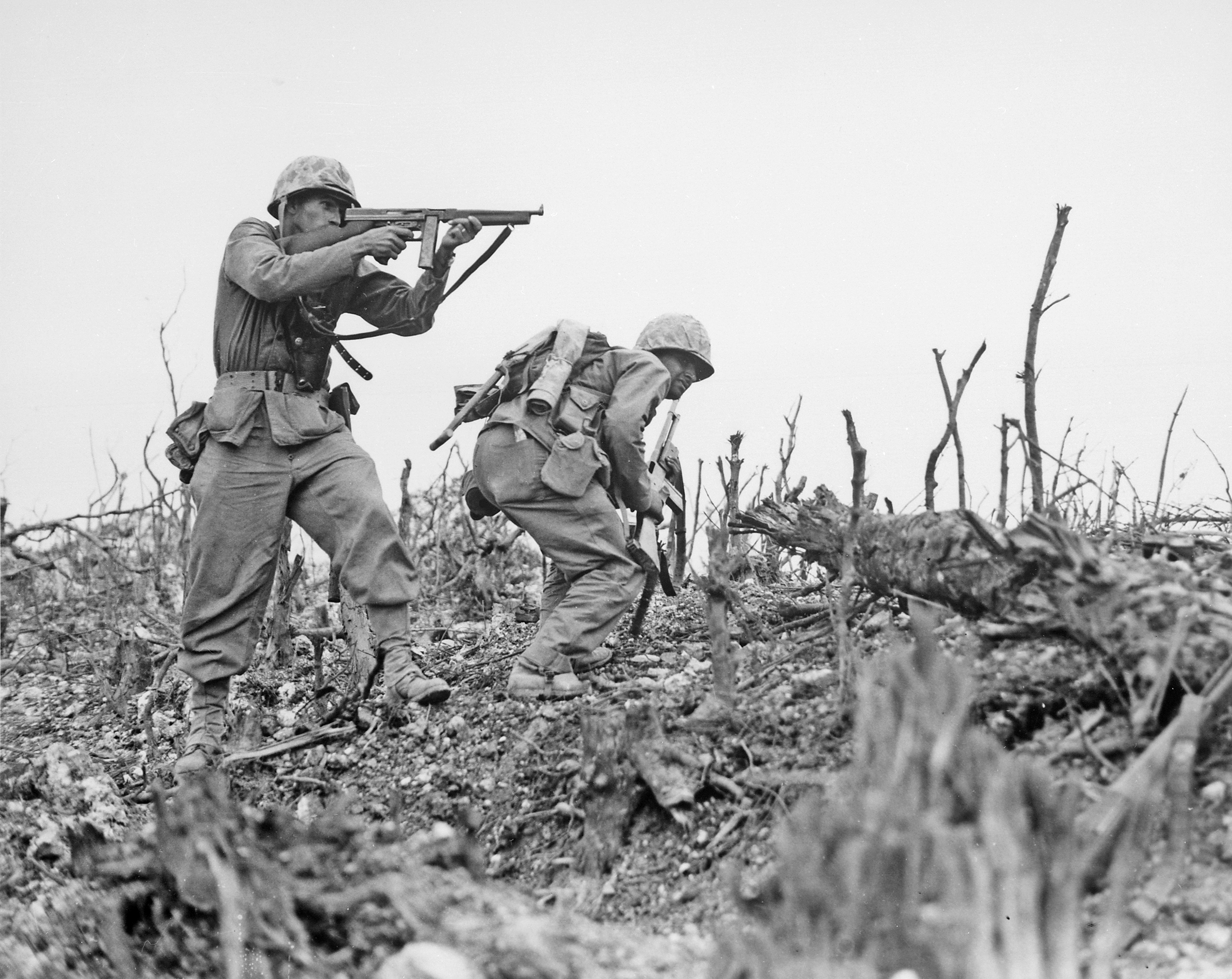
M1を射撃するアメリカ海兵隊員。1945年5月、沖縄戦での撮影

トミーガンは切削加工を前提としたデザインであり、プレス加工を活用した大量生産には再設計が必要だったが、大幅な構造の変更はなされないまま、省力化と操作性向上のために幾つかの改良が施されたM1型が1942年に採用され（ステン短機関銃タイプの鋼板プレス製M3グリースガンも同年に採用された）、1943年末からサベージ・アームズ社で大量生産が開始された。
M1に採用された簡易化は、
- 構造が複雑で故障も多かったブリッシュ・ロックを廃止し、ボルトの重量を増やして純粋なシンプル・ブローバック方式に変更された。ブリッシュ・ロックは、設計の前提となる仮説に誤りがあったため、トミーガンは以前から実質的にシンプル・ブローバック方式の銃として動作していた[17]。
- 銃身に装着されていたコンペンセイターや放熱フィンが廃止された。
- ストックの固定法が直接ネジで止める方式に変更された。
- ドラム弾倉装着用の横スリット溝が廃止された。ドラム型弾倉は重量があってかさばる上、再装填も時間がかかり、箱型弾倉よりも高価だった[13]。
- コッキングハンドルを上面から右側面に移し、形状も簡素化した。
- 照門（リアサイト）が鋼板に穴を開けただけの固定式に変更された。
- 安全装置とセレクターが丸棒を組み合わせた形状に簡素化された。

といったもので、M1はM1928A1の半分の時間で製造され、調達コストは$45まで低下した。しかし、当初は供給が追いつかなかったため、レイジングM50など他の短機関銃で不足分を間に合わせていた。同年中には簡素化が更に進められて撃針をボルトに固定し、当初はむき出しだった照門の側面に三角形の保護板を付けたM1A1が採用された。

### 旧式化
トミーガンは第二次世界大戦勃発の時点で連合国軍が配備しうる唯一の有力な短機関銃と見なされていたが、一方で原設計が1919年ということもあり、既に旧式化しつつあった。このため、アメリカ政府ではより近代的かつ軽量で生産効率も高い新型短機関銃による更新を計画し、各国から広く新型短機関銃を募集した。1939年、ジョージ・ハイド技師が手がけたM35短機関銃が審査を受けた。M35はトミーガンと類似したシルエットを備えていたが、いくつかの点で劣ると見なされ採用されなかった。続いて審査を受けた製品としては、スオミ短機関銃、レイジング短機関銃、ハイスタンダード製短機関銃、スミス&ウェッソン製半自動カービン、ステン Mk.2などがあった。この時にはステン Mk.2が最も高い評価を受けたものの、結局更新は見送られた。1942年、陸軍武器省はステン Mk.3を審査した後に再び採用を見送ったが、この際にステンを参考とした安価かつ生産効率の高い短機関銃を設計することが決定した。設計担当に選ばれたのはかつてM35を提案し、当時はM2短機関銃を手がけていたハイドであった。同年12月24日、新型短機関銃は制式名称合衆国 .45口径短機関銃M3（United States Submachine Gun, Cal. .45, M3）として採用され、以後トミーガンの生産優先順位は低下した。しかし、その後も製造上の都合から1944年2月までトミーガンの販売は続けられた。2月には最終注文分として2,091丁のトミーガンが陸軍に引き渡された。

### 第二次世界大戦後

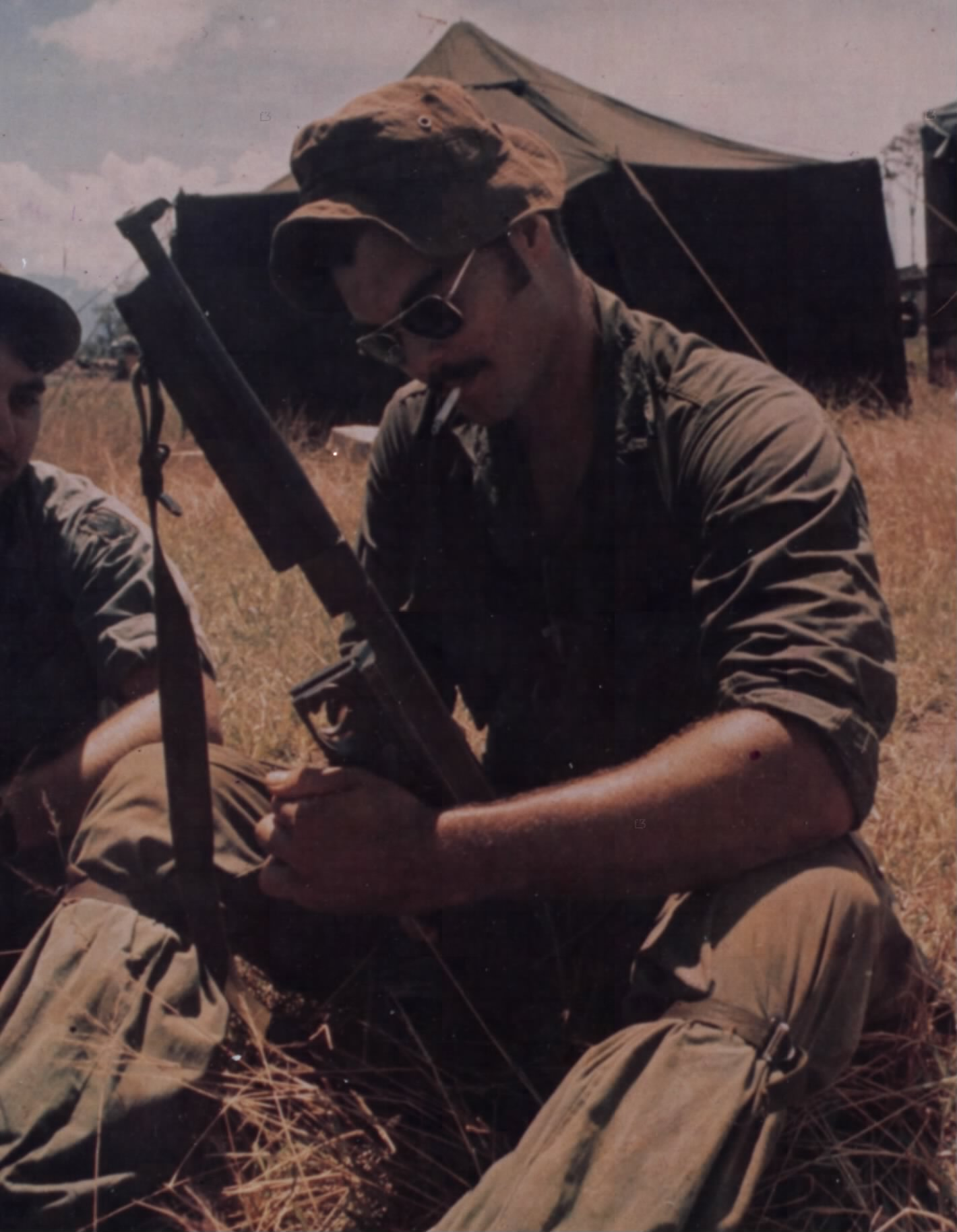
トミーガンを手にするアメリカ兵（1970年）

大戦末期、オート・オードナンス社は当時の親会社マグワイア・インダストリーズ（Maguire Industries）に同社の銃器部門として吸収され、まもなくして需要が増加しつつあったラジオやレコードプレーヤーなどの製造部門に改組された。これに伴い銃器関連の生産設備は全て解体された。1949年にはキルゴア製作所（Kilgore Manufacturing Co.）がエジプト向けのトミーガン製造を行うために旧オート・オードナンス社の資材を購入したものの、結局エジプト当局との契約には至らなかった。その後、オート・オードナンス社の資材とトミーガンの権利は複数の投資家や企業の間でやり取りされることとなった。1970年初頭にようやくオート・オードナンス社が再建され、官給用モデルの限定的製造および民生用セミオートモデルの製造が始まった。この新型セミオートモデルは従来のモデルの部品を用いたフルオート改造を封じるため、レシーバーが再設計されている。また、銃身も法規制に基づいた比較的長いものが取り付けられている。
M1/M1A1は累計で138万挺製造され、第二次世界大戦を通じて米軍でもっとも多く使用された短機関銃となり、主に下士官や戦車兵、空挺兵に対して供給された。
1957年、アメリカ軍は準制式装備たるトミーガンの完全な退役を宣言した。しかし、1961年にジョン・F・ケネディ大統領がベトナム戦争への介入を決定すると、予備装備として残されていたトミーガンが軍事顧問団の装備やベトナム共和国軍（南ベトナム軍）への援助として使用されることになった。当時海兵隊員として従軍していたデイル・ダイは、銃床を取り外したトミーガンを頻繁に目撃したとしている。フエの戦いでは、戦闘後に遺棄されていたトミーガンを多くの海兵隊員が入手し、またダイ自身もしばらく使用していたという。ダイは弾薬の消費量や重量、引き金の重さを欠点としつつも、近距離戦闘では非常に効果的な火器であると評価している。そのほか、ヘリ乗員が銃床を外したトミーガンを南ベトナム兵から譲り受け、バグアウト・ガン（bug-out gun, 機体からの脱出時に持ち出す非常用火器）として使用したり、休暇で市街地に入る際の自衛用火器として用いた例がある。一方、重量以外にも威力不足や整備性の問題、弾倉の入手が困難などの問題点から、他の銃器ほどに広くは使用されなかったとも言われている。

## 普及

### アメリカ

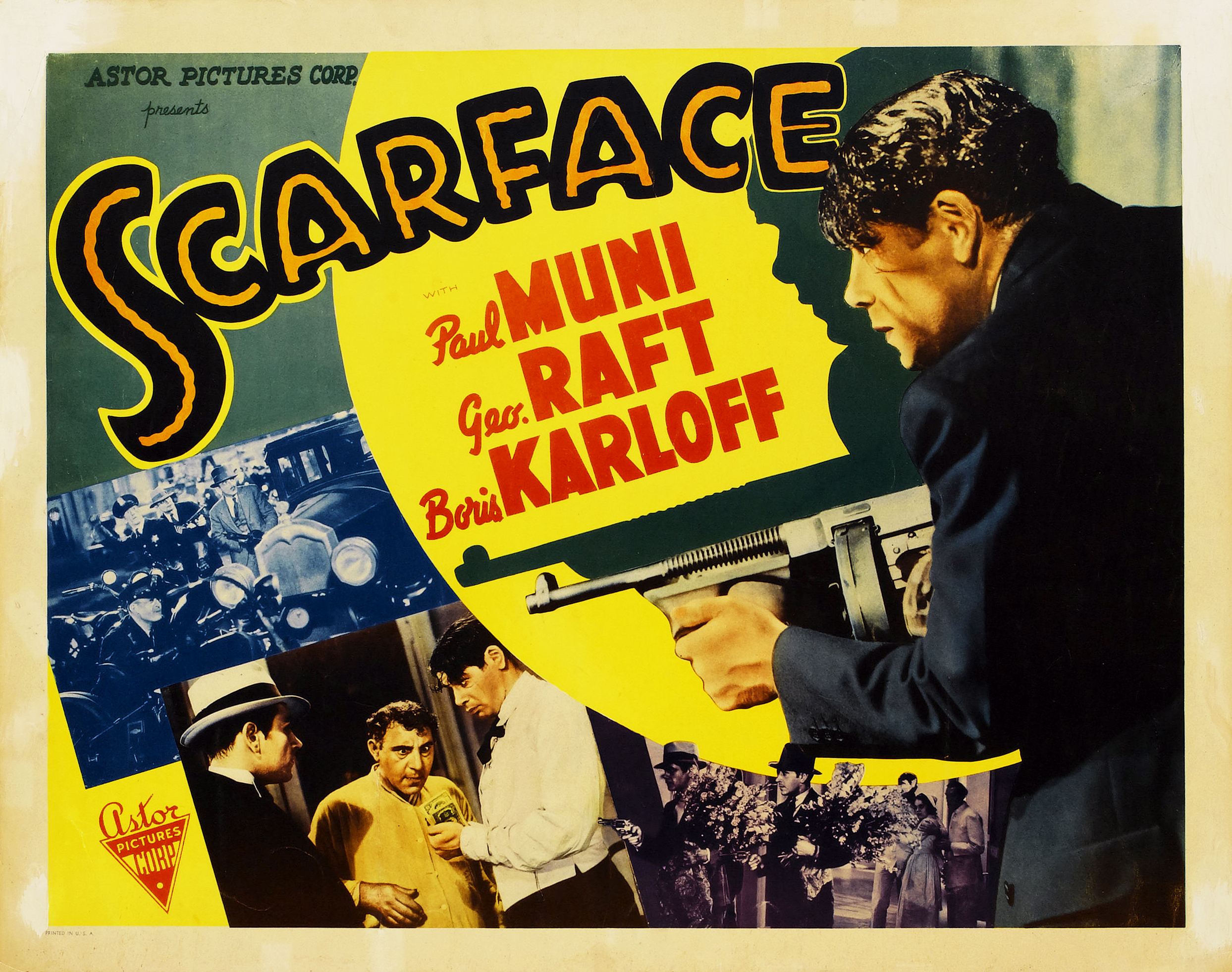
映画『暗黒街の顔役』（1932年）のロビーカード

アメリカにおいては軍用短機関銃としての運用に加え、禁酒法の恩恵で急成長を遂げていたマフィアによって抗争などで使用されたことがトミーガンの知名度を飛躍的に高めた。トミーガンを愛用した著名なマフィアとしては、ジョン・デリンジャー、ベビーフェイス・ネルソン、アル・カポネなどが知られている。ジョージ・"マシンガン"・ケリーの通称も、彼が愛用したトミーガンに因んだものである。開発者トンプソンの意図に反した形で普及する中、トミーガンには様々なニックネームが与えられた。その中でも特に有名な「シカゴ・タイプライター」（Chicago Typewriter）という通称は、トミーガンをフルオートで射撃する際、銃声の中に混じる特徴的な「カタカタカタッ」という動作音をタイプライターに例えたものである。
ギャング間の抗争事件は当時のマスコミの格好の題材であり、こうした事件が"再現フィルム"的に映像化されたハリウッド製作のギャング映画によって、トミーガンの存在はマシンガンの呼称とともに世界中に知れ渡り、トミーガン＝機関銃という認識が広く定着するなど、実態以上に強い印象をもって記憶されており、寿司桶のようなドラムマガジンを装着したトミーガンの姿は狂騒の20年代（Roaring Twenties）を演出した歴史上重要なアイテムとして認識されている。
一方、これらの犯罪者らと対峙した法執行機関でもトミーガンは使用された。最初に本格的な配備を行ったのは郵便公社郵便監察局である。連邦捜査局（FBI）におけるトミーガン採用のきっかけは、1933年に起こったカンザスシティの虐殺として知られる大規模な銃撃戦であった。この直後、捜査局（BOI, FBIの前身）の長官であるジョン・エドガー・フーヴァーはエージェントの重武装化の検討を行わせ、この中でいくつかの拳銃や散弾銃、小銃と共にトミーガンの調達が決定した。その後、トミーガンは長らくFBIの制式短機関銃として運用されたが、1971年には本部庁舎および各地方支局の見学ツアーにおけるデモンストレーション用とされた少数を除き、ほとんどが廃棄された。この際に後継装備の選定が行われなかった為、FBIは短機関銃不足に陥り、最終的にMP5短機関銃の調達が行われるまで、軍余剰品のM3/M3A1短機関銃やMAC-10短機関銃などが用いられたという。トミーガンは対人用としては威力を発揮したが車両を盾にした場合は貫通力が不足し有効打とならないため、コルト社では法執行機関や銀行警備員向けとしてブローニングM1918自動小銃を改造した「コルト・モニター」を販売した。
1989年、FBIは制式拳銃弾として10mmオート弾を採用した。これを用いる肩撃ち銃を模索する過程において、FBIは予備火器として保管されていたトミーガンの一部をオート・オードナンス社に送り、10mm仕様への改修を依頼した。オート・オードナンス社では10mm仕様トミーガンを自社のカタログにも掲載し、1991年から1993年頃まで販売していた。FBIでは10mm仕様のトミーガンを、「10mm弾を用いる短機関銃のテストプラットフォーム」と見なしており、間もなくして採用されたMP5/10短機関銃に置き換えられ、姿を消していった。なお、MP5/10は1980年代から採用されていたMP5を10mm仕様に再設計した短機関銃だったが、法執行機関向け拳銃市場における10mmオート弾の商業的失敗を経て、.40S&W弾仕様のMP5/40に置き換えられた。その後、これらの短機関銃の大部分は各種の5.56mm突撃銃へと段階的に更新されていった。

### イギリス

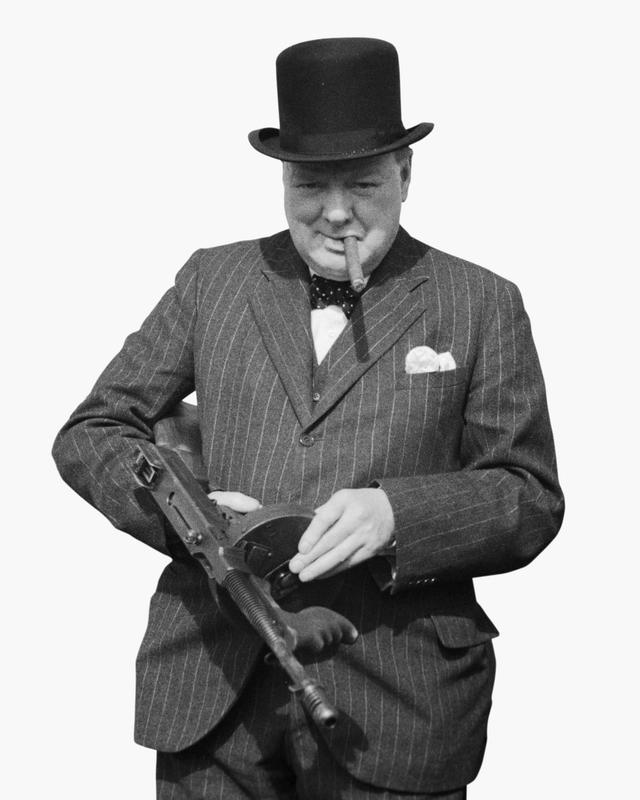
ドラムマガジン付トミーガンを手にするウィンストン・チャーチル英首相（1940年）

1921年6月30日、ヨーロッパ各国を巡りトミーガンの売り込みを行っていたトンプソンは、M1921のテストを行うためイギリスのエンフィールド造兵廠に招かれた。この時のテストは概ね成功を収めたものの、イギリス側の担当者は精度と信頼性に懸念を示し、ブリッシュ・ロック方式が銃の構造を不必要に複雑化していると報告した。特徴的なドラム型弾倉についても有用性が疑問視され、同じ弾数を持ち運ぶとしても20発箱型弾倉を複数携行した方が軽量であるとした。また、第一次世界大戦の終戦から間もない時代において、平時に購入するには比較的高価であったこと、あらゆる銃器について高い射撃精度を重視するイギリス陸軍の伝統に反すること、自動銃の採用によって弾薬の購入費用が増すおそれがあることなどを理由に制式採用は見送られた。
ヨーロッパでは9x19mm弾仕様の需要があることにトンプソンは気づいたものの、当時のアメリカでは一般的な拳銃弾ではなかったこともあり、オート・オードナンス社の設備では設計・製造を行うことができなかった。そのため、トンプソンはイギリスのバーミンガム・スモール・アームズ社（BSA）にヨーロッパ向けモデルの設計・製造を依頼したのである。同社のジョージ・ノーマン技師（George Norman）が手がけたヨーロッパ向けトミーガンは、1926年に発表されたことからM1926として知られる。9x19mm弾仕様のほか、9x20mm弾仕様、7.63x25mm弾仕様が設計された。M1926はレシーバ部が強化されていたほか、フォアグリップや銃床の形状が改められ、ピストルグリップも除去されている。M1926はいくつかの国で試験されたものの結局採用には至らず、1930年には製造が中止された。なお、在庫となっていた少数のM1926は1940年のダンケルク撤退後に戦争省が全て買い上げている。

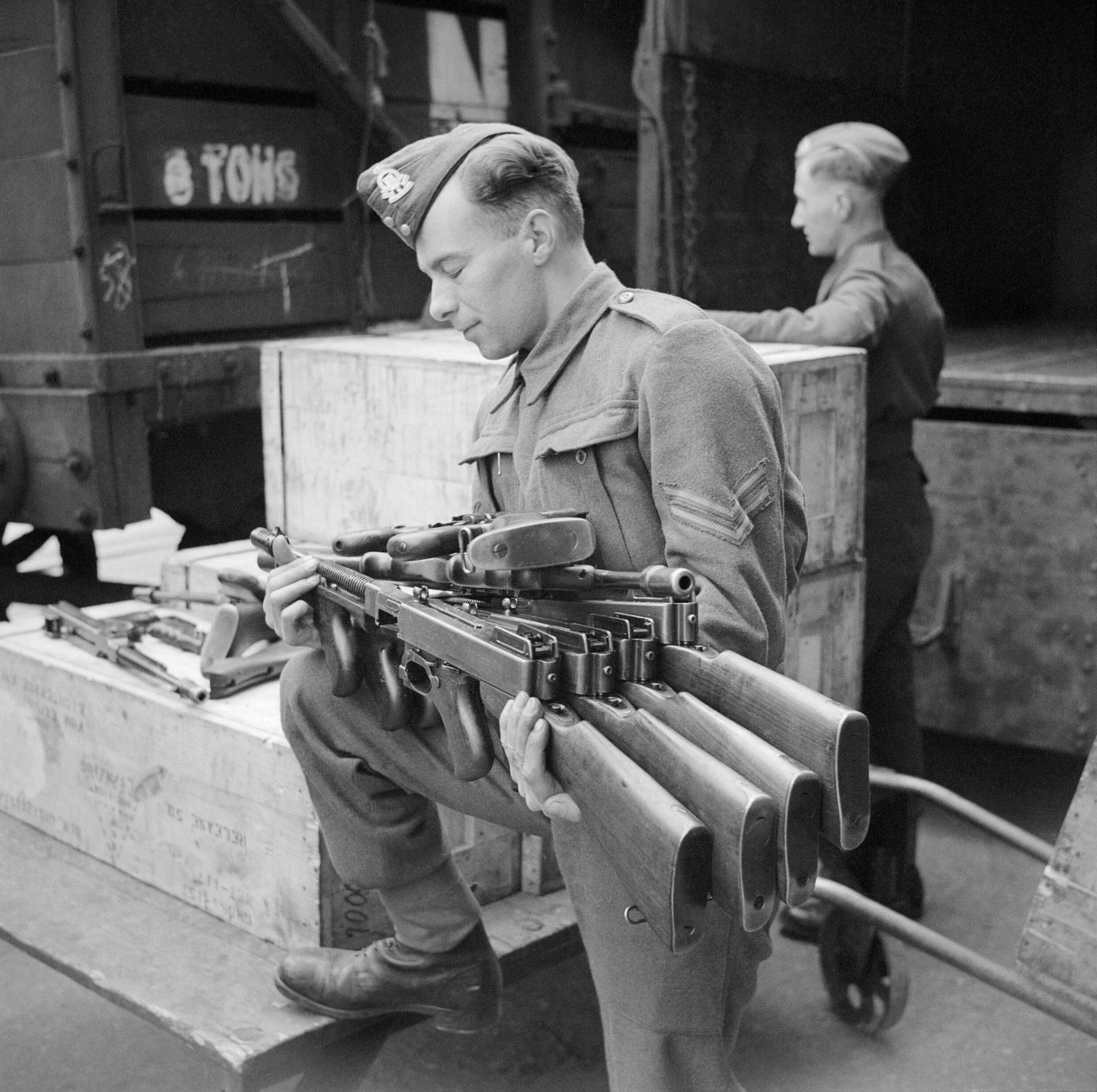
レンドリース法によってアメリカから送られたトミーガンを梱包から取り出すイギリス兵（1942年）

1939年9月に第二次世界大戦が始まると、ネヴィル・チェンバレン内閣の中にもこの戦争が長期化するものと予想する人々がいた。いわゆるまやかし戦争の期間、イギリス軍は本格的な参戦に備えて銃火器の備蓄と新規購入に着手したものの、資金不足などから軽量な自動火器の調達に失敗していた。こうして当時「みすぼらしいアメリカのギャングの銃」と見なされていたトミーガンの再評価が行われ、兵站委員会（Board of Ordnance）では政府に対しトミーガンの本格的な調達を求めたのである。1940年、ウィンストン・チャーチルが首相に就任する。チャーチルは雑誌『TIME』誌上でトミーガンを賞賛し、間もなくM1928の調達を認めた。英国購買委員会は1940年2月に最初の注文を行った。最初にトミーガンの供給を受けたのは、正規軍ではなくホーム・ガードの補助隊（英本土侵略に備えた秘密抵抗組織）であった。1941年初頭には陸軍での調達が始まったが、当初は特殊部隊ブリティッシュ・コマンドスのみに支給されていた。レンドリース法の下で供給が始まると、イギリスはアメリカに対して514,000丁のトミーガンを要求した。しかし、大西洋ではドイツ海軍のUボートによる通商破壊が激化しており、1942年4月までにイギリスへ届けられたトミーガンはわずか100,000丁に過ぎず、結局は需要の一部をステン短機関銃で代替することとなった。以後はステン短機関銃が優先して支給され、トミーガンはコマンドスなど一部の部隊にのみ与えられた。ホーム・ガードでも引き続き使用された。
イギリスに供給されたM1928A1は基本的にアメリカ軍で採用されたモデルと同一であったが、水平フォアグリップではなく旧型の垂直フォアグリップが標準的に取付けられていた点と、アメリカ軍のモデルでは下部にあった銃床側のスリングスイベルが上部に移されている点が異なっていたほか、銃身と機関部にはイギリス政府調達を示す刻印が施されていた。後にM1やM1A1も購入され、M1928と共に使用されている。
トミーガンを構えるチャーチルの有名な写真（本節冒頭）は、1940年7月にハートルプール近くで行われた部隊視察の折に撮影された。当時イギリス軍が有したトミーガンはアメリカから最初に出荷された400丁のみで、その一部が各地でのプロパガンダ写真撮影の為に使いまわされていた。これによって、全軍にトミーガンが広く配備されているかのような宣伝が行われたのである。イギリスでは徹底抗戦の象徴となったチャーチルの写真だが、発表の数週間後にはナチス・ドイツ側も同じ写真を用いた伝単を作成しイギリスへと投下した。これはトミーガンの印象も相まって写真のチャーチルがいかにも「ギャング風」に見えることから、彼を「非人道的な殺人犯」と称して非難する指名手配書風のものだった。
2014年、国防省ドニントン集積所（MoD Donnington）からエセックスの統合軍事博物館（Combined Military Services Museum）に展示用として引き渡された旧式火器700丁の中に、かつてプロパガンダ用に使われていた初期輸入品のトミーガンが発見された。同博物館の軍事史家クライヴ・マクファーソン（Clive McPherson）は、80%の可能性でチャーチルが手にしたトミーガンそのものであると述べている。

### カナダ
カナダ軍では1940年のフランス陥落後にトミーガンを採用した。1942年には安価なイギリス製ステンガンに更新されたが、地中海戦線では弾薬供給上の都合からトミーガンが使用され続けた。特徴的な50連発ドラム型弾倉も少数使用されたものの、大きくかさばるため好まれず、もっぱら20連発または30連発の箱型弾倉が使用された。

### スウェーデン
スウェーデンはヨーロッパでトミーガンを採用した最初の国の1つである。冬戦争最中の1940年1月25日、陸軍がトミーガンを500丁購入し、制式名称m/40短機関銃（kpist m/40）として配備した。さらに3,000丁を調達する計画もあったが講和に伴い中止されている。m/40はオート・オードナンス社のカタログにM1928Aとして掲載されているモデルとおよそ同等で、カッツ・コンペンセイターを備えていなかった。また、大部分がM1921から改修されたものだったため、機関部の刻印に打ち直しの痕跡があった。弾薬にはm/40 11mm弾（11 mm patron m/40）という制式名称が与えられていたが、国内生産は行われなかった。その後、まもなくしてスウェーデン軍における短機関銃の需要が満たされたため、m/40は二線級装備と位置づけられた。1950年代にはイスラエルに売却されたと言われている。
最初のスウェーデン語版マニュアルはオート・オードナンス社によって印刷された。早急な出荷が求められていたため、ページ数は英語版の半分以下の21ページまで減らされた。写真や図版は既成のマニュアルやカタログから流用されたもので、M1928Aではないモデルのものも混じっており、垂直フォアグリップや100連発弾倉などスウェーデン軍が採用していないオプションも描かれていた。その後、1941年から1944年にかけてスウェーデン国内で独自のスウェーデン語版マニュアルが何種類か作製された。

### ソビエト連邦
レンドリース法の元、トミーガンはソビエト連邦にも供給された。ただし、当初はいくつかの理由で少数供給に留まっていた。すなわち、赤軍上層部がソ連邦の気候に適した銃か疑わしいと考えていたこと、.45ACP弾がソ連邦内で一般的な銃弾ではなく、アメリカからの供給を含めても調達が難しかったこと、アメリカ軍およびイギリス軍への供給が優先されていたことの3点である。通常の運用に加え、車両乗員やパイロットの自衛火器としても配備されていた。評判は悪くなかったが、その後も弾薬の調達が難航した為、段階的にソ連邦製の火器へと更新されていった。

### フランス
第一次世界大戦後に新しい自動火器の調達を計画していたフランスでは、1921年に試験目的でトミーガン1丁を購入している。1924年にはトンプソンがフランスを訪れ、M1921（.45ACP弾）とM1923（.45レミントン＝トンプソン弾、二脚付）の試験が行われた。フランス側ではさらに.351ウィンチェスター・セルフローディング弾（.351 SL）仕様での試験に関心を示した。これはフランス軍が大戦中に同弾薬を採用しており、当時まだ在庫が残されていたためである。1926年には.351SL仕様のトミーガンで再度試験が行われたが、銃の破損など問題が相次いだ。1927年にはイギリスで再設計されたM1926の試験が行われたものの、射撃性能とは別に弾倉の故障などが起こった。発射速度も高すぎると判断され、最終的にあらゆる種類のトミーガンの採用見送りが決定した。
第二次世界大戦勃発後の1939年、早急に大量の武器を調達する必要に駆られたフランスは3,000丁のトミーガン（大半はM1921）を購入し、1940年を通じて配備が行われた。これらはスリングスイベルを取り付けない状態で出荷され、フランス到着後にベルティエ小銃と同型のものが取り付けられた。追加の評価試験後、さらに3,000丁の追加注文が行われたものの、全てを受領する前にフランスは降伏した。国内に残されていた3,000丁あまりのトミーガンは、ヴィシー政権の軍・警察部隊によって使用された。ヴィシー政権下では独自のフランス語版マニュアルも作成された。
一方、自由フランス軍ではM1928A1およびM1が広く使用された。当初はFM23-40などアメリカ陸軍の教範をフランス語に翻訳したものが使用されていたが、のちに独自のフランス語版マニュアルも作成されている。

### 日本

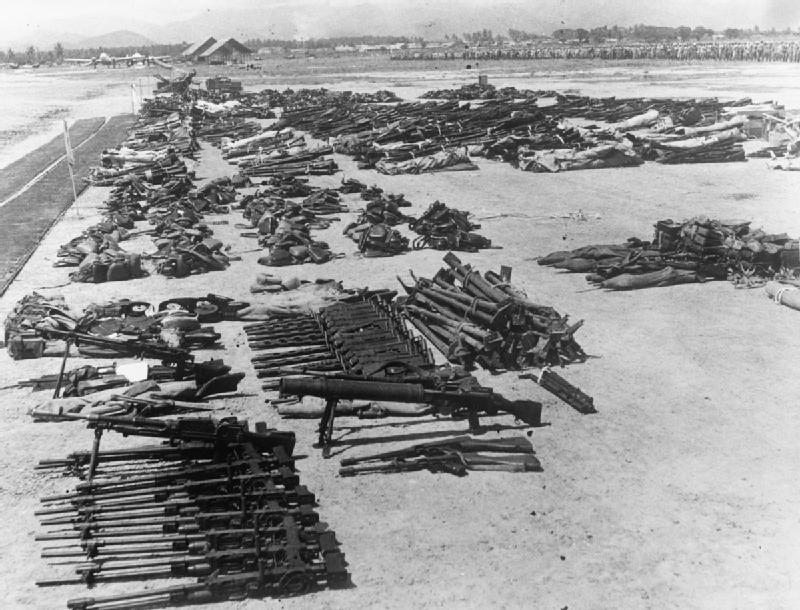
敗戦の際、マレーにて日本軍から接収された銃火器。手前にトミーガンなどの外国製銃器が確認できる（1945年）

第二次世界大戦前の1930年には、日本海軍が実験に用いたという記録がある。
開戦後、日本軍は各戦線でトミーガンを鹵獲した。1944年2月に作成された米軍装備に関する陸軍の資料中では、米軍が装備するサブマシンガン（日本陸軍では主に「機関短銃」と呼んだ）について、トンプソン機関短銃、ライジング機関短銃、M3機関短銃の3点が写真付きで紹介されている。また、日本陸軍では短機関銃を有する連合国軍部隊に対抗するべく、トミーガンなどの鹵獲短機関銃を装備した「自動小銃班」なる特設部隊が各地で編成されていたという。1943年に米陸軍省が作成した資料にも、ビルマ戦線にて日本軍が曳光弾を装填したトミーガンを用いて夜間の威力偵察を行っていた旨を記したものがある。シンガポール占領で英軍から鹵獲されたトミーガン600丁が、パレンバン作戦後に陸軍落下傘部隊に支給されたとも伝えられている。
敗戦後の1950年に発足した警察予備隊に対しては、米国からM3グリースガンと並んで供与され、"サブマシンガン"の訳語として「短機関銃」という言葉が作られ「11.4mm短機関銃M1」として制式化された。その後も保安隊から自衛隊において継続して装備され、陸上自衛隊では1970年代まで使用されたほか、海上自衛隊及び航空自衛隊では1990年代に入っても少数ながら現役として装備されていた。
自衛隊が保有していた45口径短機関銃は、1998年度から9mm機関けん銃への更新が始まり、2011年度までに完了した。

### 中国
1920年代から1930年代にかけて、アメリカ合衆国主導のもとで国際的な武器禁輸が行われていたにもかかわらず、軍閥間の内戦が続いていた中国にも多数のトミーガンが輸出された。少なくとも3箇所の地方兵廠にてコピー生産が行われていたことが知られている。
山西省を支配した閻錫山の軍閥ではM1921のコピー品が生産され、モーゼル軍用拳銃をM1921の弾薬に合わせて.45ACP弾化した独自製品まで出現した。また、各地で跋扈する匪賊の襲撃を撃退する効果的な兵器として、富裕な地主や帰国華僑

なども、手頃な価格で強力な防御能力を発揮できるトミーガンを用いていた。
中国に大量に存在したトミーガンとコピー工廠は、国共内戦の終結と共に中国共産党の手に渡り、朝鮮戦争では米軍も中国軍も共にトミーガンを装備して戦っていた。共産党軍では回収された旧式火器の口径を自軍の標準弾薬にあわせて改造した上で使用しており、トミーガンの場合は7.62x25mmトカレフ弾仕様に改造されたものもあった。

### その他

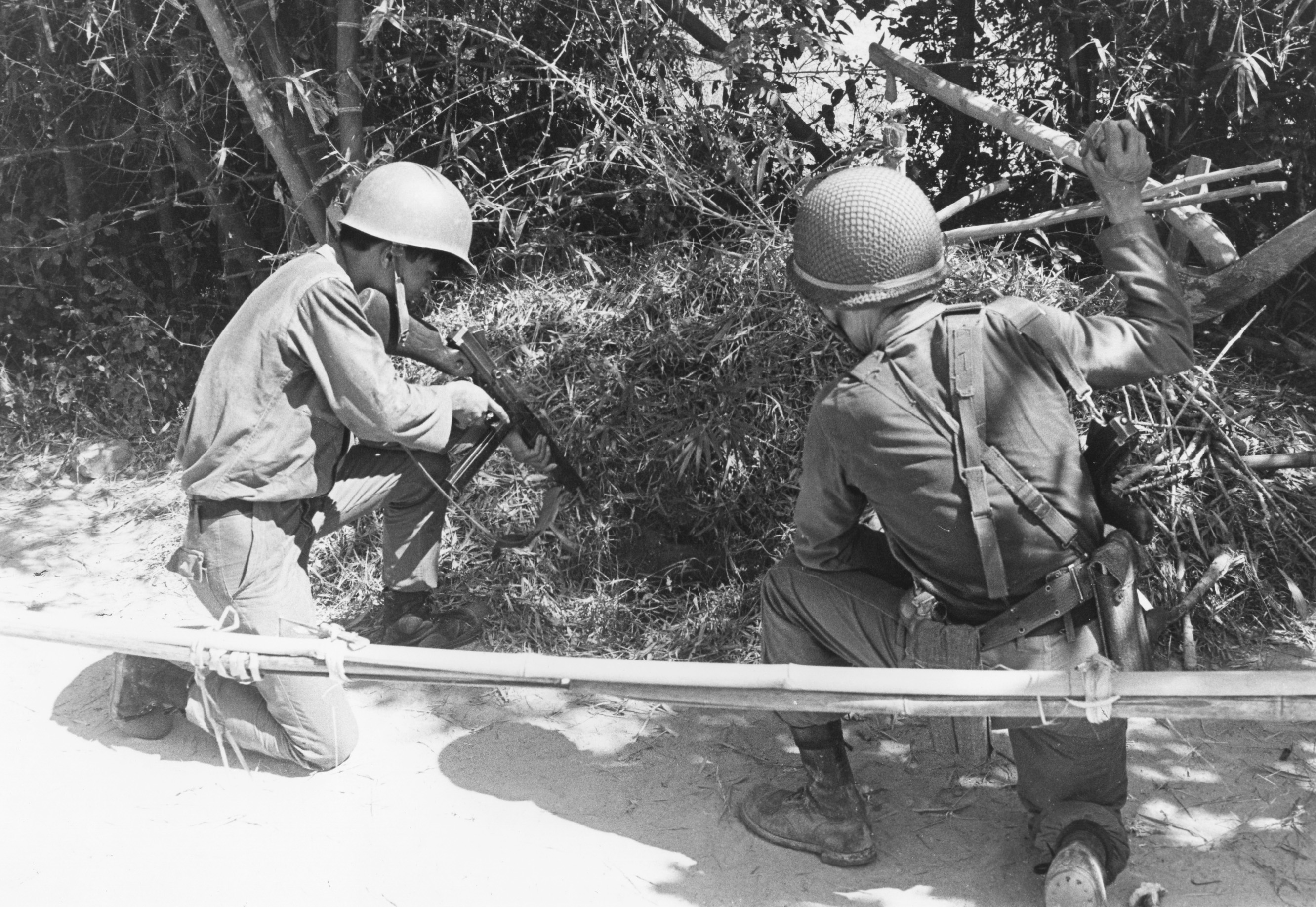
カウンティ・フェア作戦において、トミーガンを装備してベトコン容疑者の掃討にあたる南ベトナム兵ら。手榴弾を振りかぶった右の兵士は銃床を取り外している（1966年）

インドシナ戦争においてもベトミン/ベトコン勢力やビン・スエン派などがトミーガンを使用していた事が知られているほか、南ベトナムではこれをコピー生産していた勢力があった事も知られている。
南ベトナム軍では、アメリカからの援助の一環としてトミーガンを受領していた。しかし、アメリカ兵よりも小柄な者の多い南ベトナム兵にとって、その重量は大きな問題だった。南ベトナム兵らが好んだ銃床を取り外す改造も、軽量化を目的としたものだった。正規軍のほか民兵組織などにも配備されていたが、1967年以降に大部分がM16小銃へと置き換えられた。
キプロス紛争でもトミーガンは広く用いられた。当時、トルコ軍部隊には戦後余剰装備としてアメリカから放出された各種火器が配備されており、トミーガンもそこに含まれていた。紛争中にはキプロス島内で製造されたモデルも確認されている。このトミーガンはおおむねM1A1のコピーで、いくつかの部品はアメリカ製のものがそのまま使われていた。組合せは雑多で、M1A1では通常使われなかったカッツ・コンペンセイターが溶接（本来はネジ止め）されているものや、鋼鉄製よりも重量のある真鍮製のレシーバを備えたもの、手作業で作られた低品質な部品を組み込まれたものなどがあった。刻印から親トルコ派のトルコ抵抗軍（TMT）が製造したものと考えられている。正確には不明だが、生産数は10,000丁以下と推測されている。

## 画像

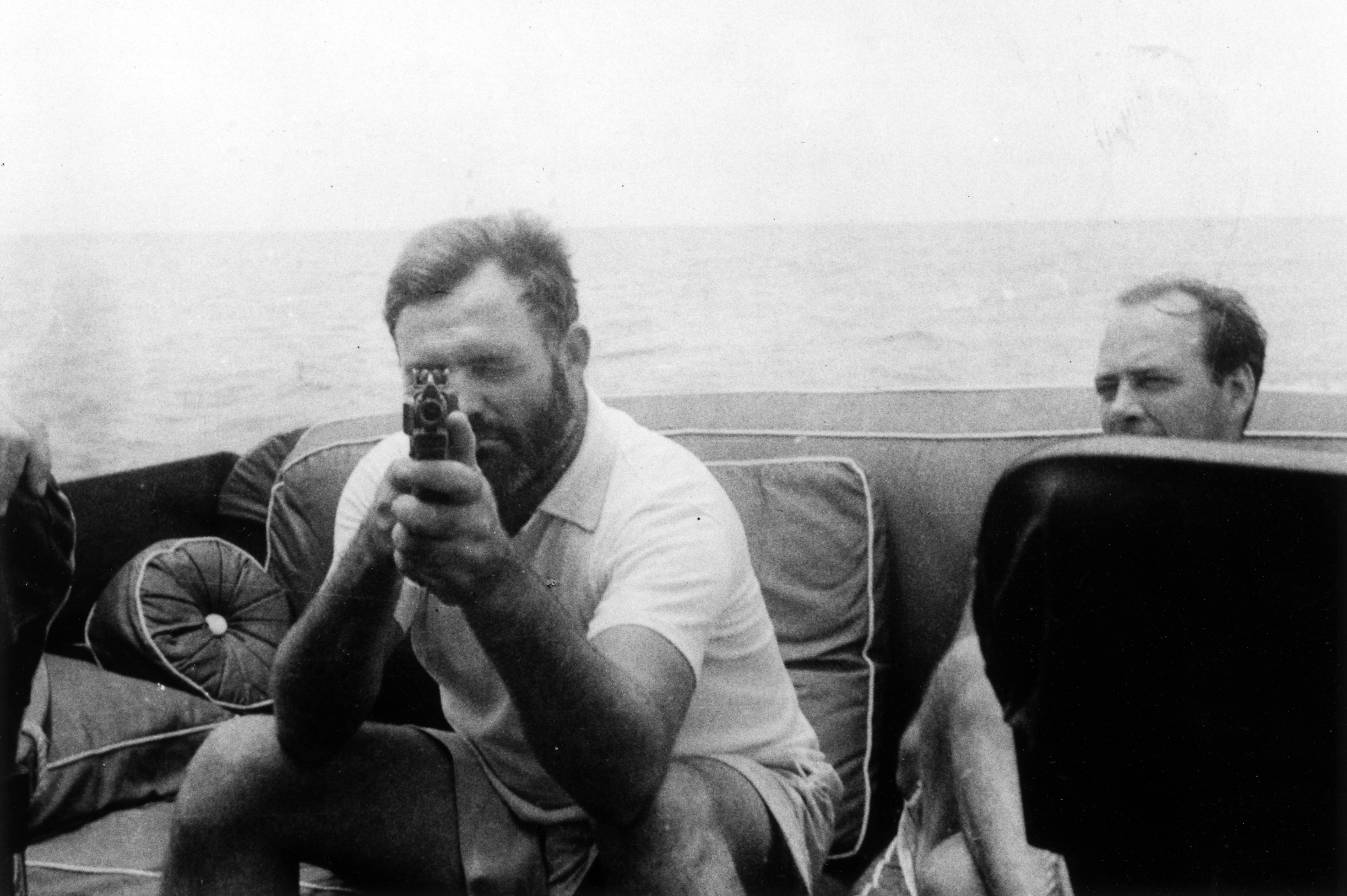
トミーガンを構えるアーネスト・ヘミングウェイ（1935年）
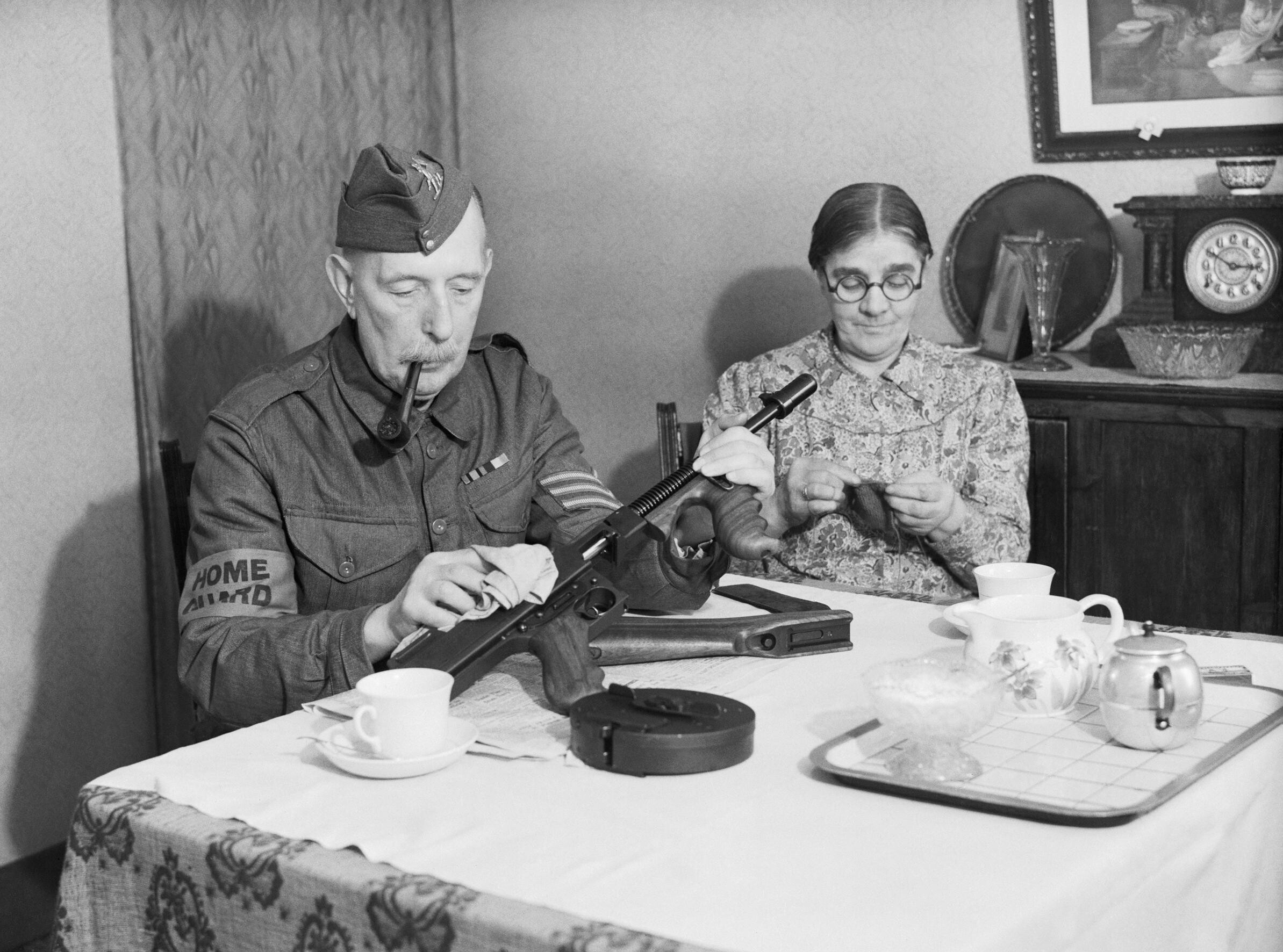
自宅でトミーガンを磨くホーム・ガード隊員（1940年）
特殊部隊ブリティッシュ・コマンドスの記章。中央にトミーガンが描かれている。
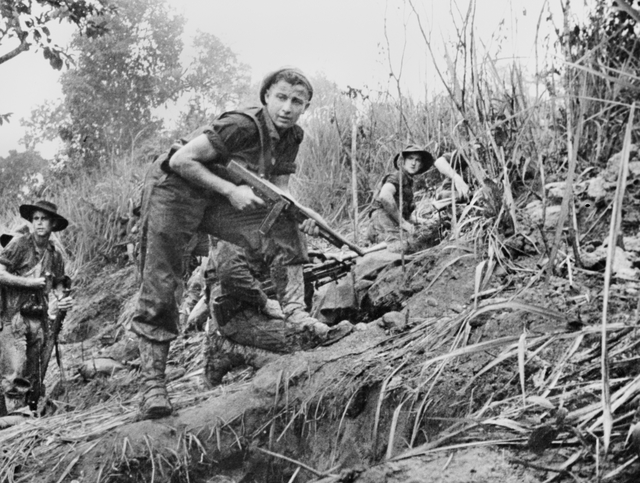
トミーガンを携行するオーストラリア国防軍のコマンド兵
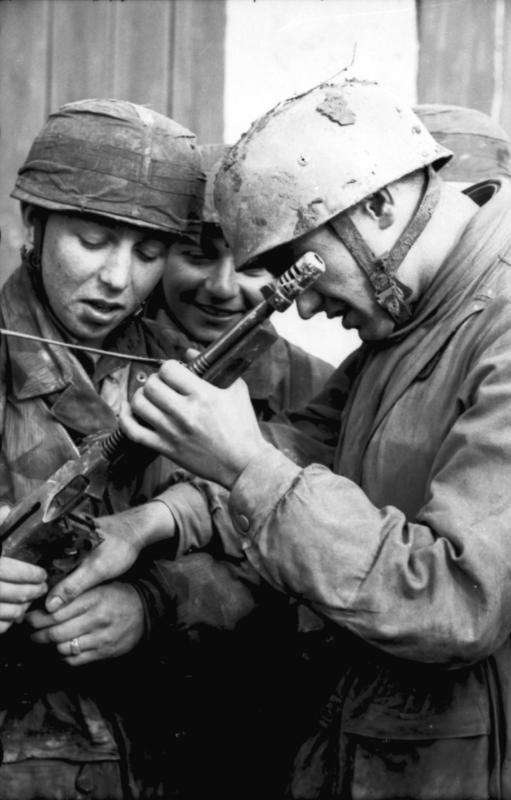
鹵獲したトミーガンを調べる独空軍降下猟兵（1943年）
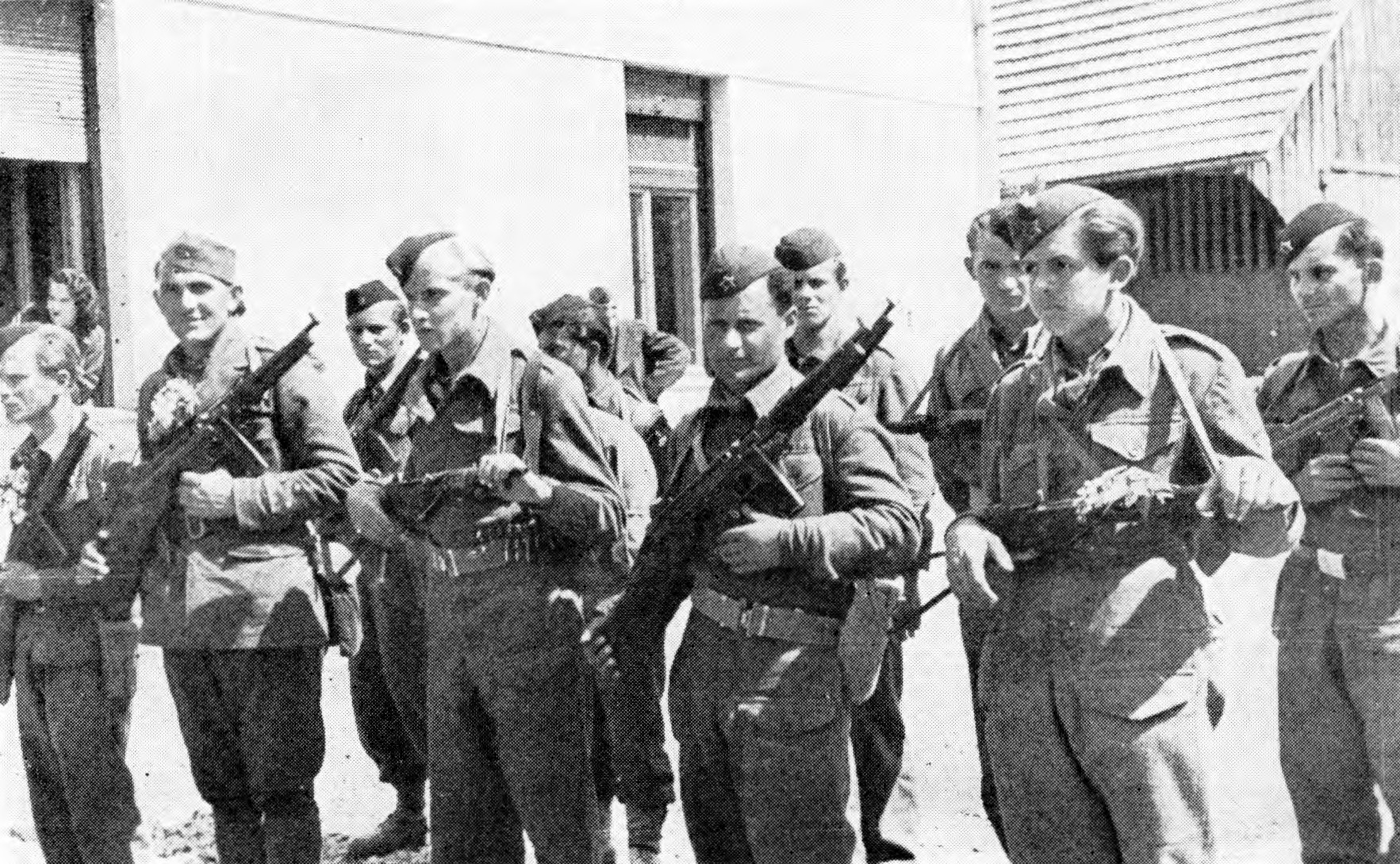
ユーゴ・パルチザン第5海外旅団（スロベニア語版）の兵士（1945年）
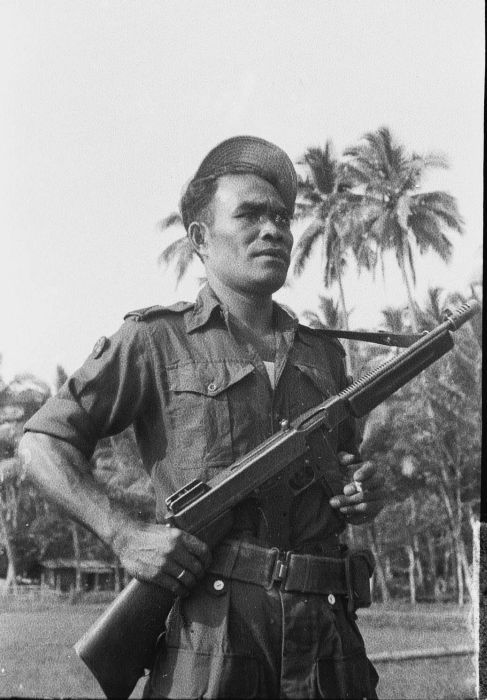
蘭印陸軍の兵士（1948年）
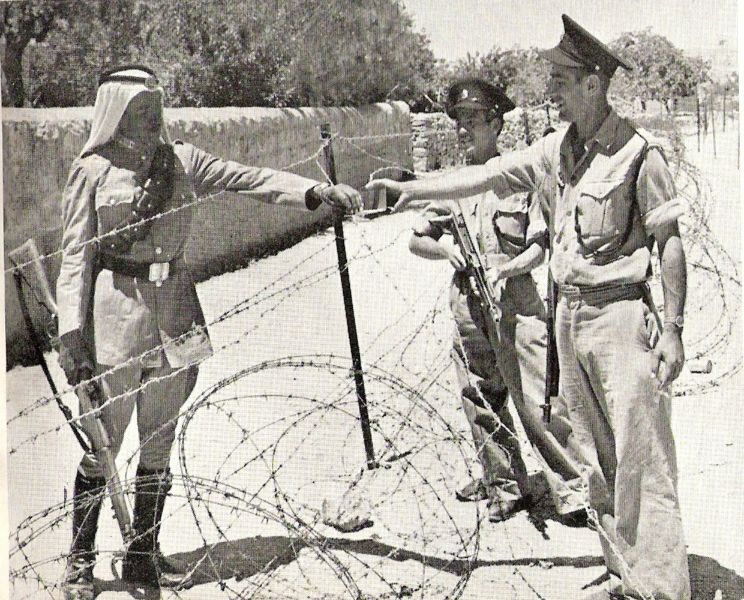
マンデルバウム門で撮影されたアラブ軍団（英語版）のヨルダン兵（左）とイスラエルの警察官（右）。イスラエルの警察官らはトミーガンで武装している（1950年頃）
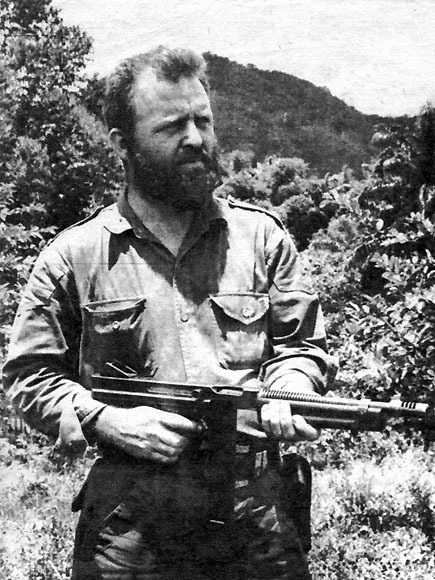
トミーガンを所持するウィリアム・アレクサンダー・モーガン
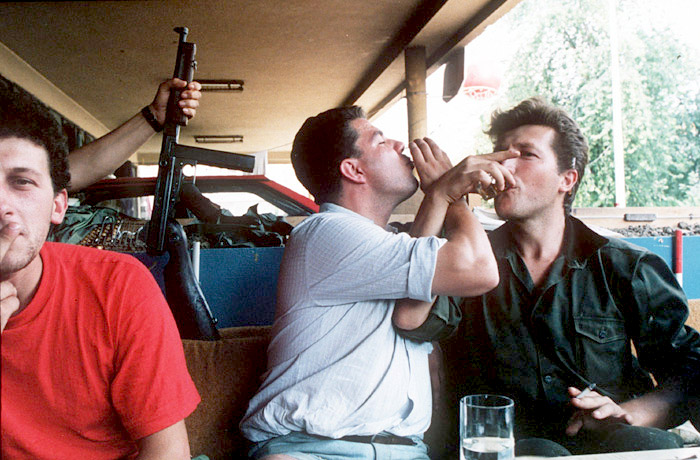
サラエヴォ包囲中のセルビア兵（1992年）
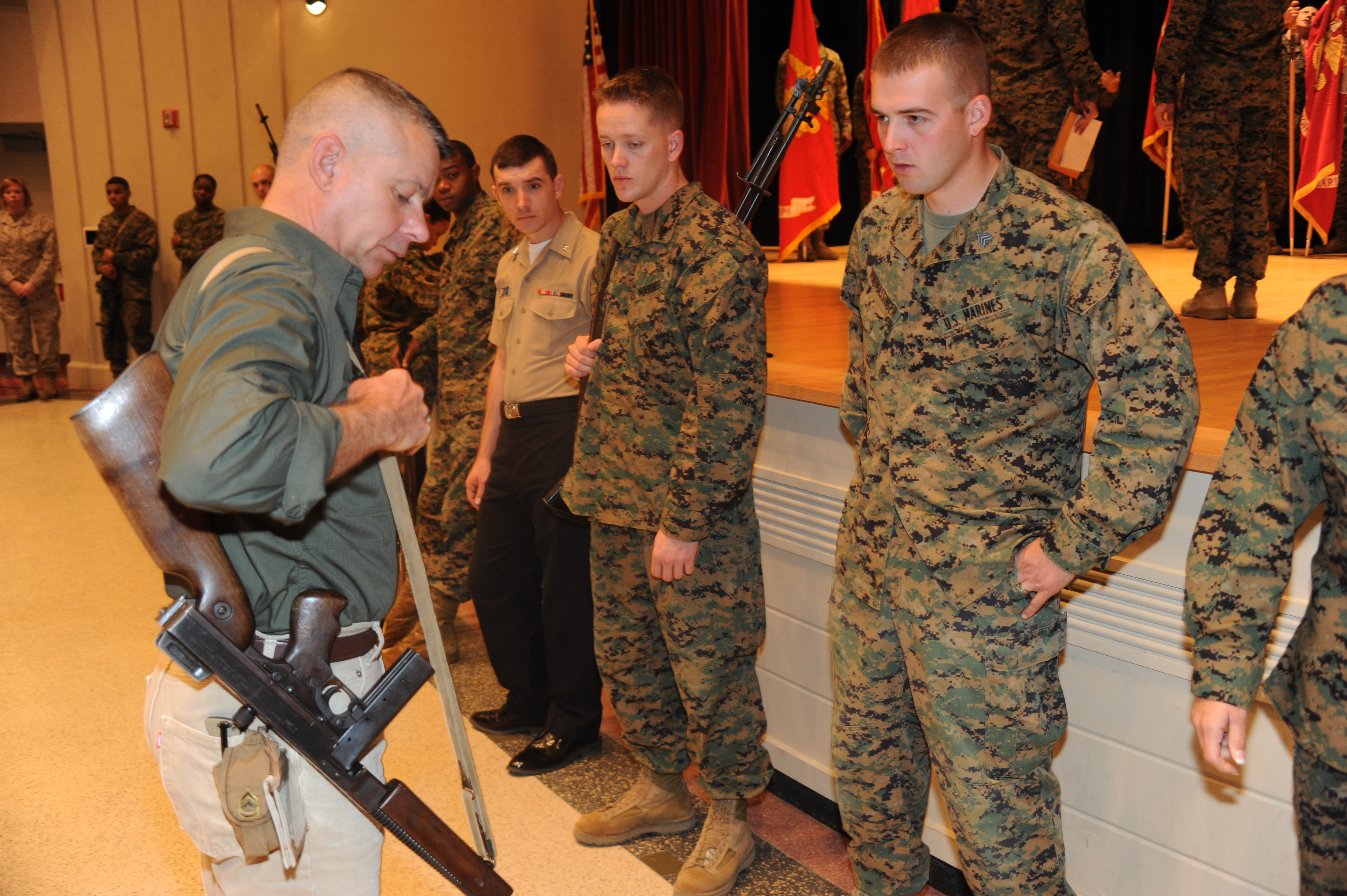
展示品として保管されていたトミーガンの説明を受ける米海兵隊員（2009年）